# Kosatka (plachta)

Porovnání kosatky (vlevo) a geny (vpravo)

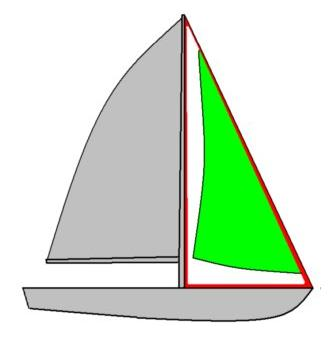
Kosatka na malé plachetnici

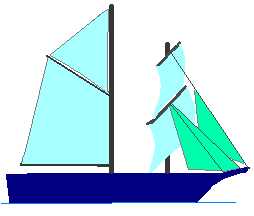
Kosatky jsou značeny tmavší barvou

Kosatka je trojúhelníková plachta, umístěná nad přídí lodi. U plachetnic během 18. a 19. století nahradila dříve používané obdélníkové blindy. Kosatka je dodnes součástí takeláže velkých plachetnic (které jich mohou mít několik) i malých jachet. Má vliv na stoupavost plachetnic.

## Pojmenování kosatek
- létavka – umístěná nejvýše a nejvíce vpředu
- vnější kosatka – umístěna pod a za létavkou
- vnitřní kosatka – pod a za vnější kosatkou
- stěhovka – umístěna na prvním stěhu, připevněnému ke kořeni čelenu